# Heimeranplatz (métro de Munich)
Heimeranplatz (en allemand : U-Bahnhof Heimeranplatz) est une station de la section commune aux lignes U4 et  U5 du métro de Munich. Elle est située à proximité de la Heimeranplatz secteur du Schwanthalerhöhe à Munich en Allemagne.
Mise en service en 1984, elle est desservie par les rames de la ligne U5, et, uniquement pendant les heures creuses, par les rames de la ligne U4. Elle est en correspondance directe avec la gare de Munich-Heimeranplatz desservie par les lignes S7 et S20 du S-Bahn de Munich.

## Situation sur le réseau

Plan du métro (2020).

Établie en souterrain, Heimeranplatz est une station de passage du tronc commun à la ligne U4 et la ligne U5 du métro de Munich. Elle est située entre la station Westendstraße (métro de Munich), en direction du terminus (U4) ou Laimer Platz terminus (U5), et la station Schwanthalerhöhe, en direction des terminus : Arabellapark (U4) et Neuperlach Süd (U5).
Elle dispose d'un quai central encadré par les deux voies de la ligne du tronc commun U4 et U5. Elle est en correspondance direct avec la gare de Munich-Heimeranplatz située à proximité, en surface,.

## Histoire
La station Heimeranplatz est mise en service le 10 mars 1984.

## Services aux voyageurs

### Accès et accueil
La station du métro dispose de sept accès : deux n'ont que des escaliers fixes, quatre ont des escaliers mécaniques et un, en position central, est un ascenseur pour l'accessibilité des personnes à la mobilité réduite

### Desserte
Heimeranplatz est desservie par toutes les rames de la ligne U5 et, en heures creuses, s'intercalent les rames de la ligne U4.

### Intermodalité
La station est en correspondance direct avec la gare de Munich-Heimeranplatz, desservie par les trains de banlieue des lignes S7 et S20 de la S-Bahn de Munich. À proximité, dans les rues avoisinantes, des arrêts de bus urbains sont desservis par les lignes 53, 62, 63, 130, 153, 157, N43 et N44.

## À proximité
- Gare de Munich-Heimeranplatz